# Quarantaduesima strada
Quarantaduesima strada (42nd Street) è un film del 1933 diretto da Lloyd Bacon con le coreografie di Busby Berkeley. Il film, interpretato da Warner Baxter, narra le vicende di un regista che nell'America della Grande depressione deve mettere in scena uno spettacolo di varietà: dopo settimane di prove, la soubrette si fa male a un piede e al suo posto viene scelta una sconosciuta ballerina di fila, che supera brillantemente la prova divenendo una vera star. La giovane chorus girl venne interpretata da Ruby Keeler, mentre la diva sulla china del tramonto da Bebe Daniels. Tra i comprimari, Ned Sparks, George Brent, Dick Powell, Guy Kibbee nei principali ruoli maschili. In quelli femminili, Una Merkel e Ginger Rogers, esuberanti e frizzanti ragazze del corpo di ballo.

## Trama

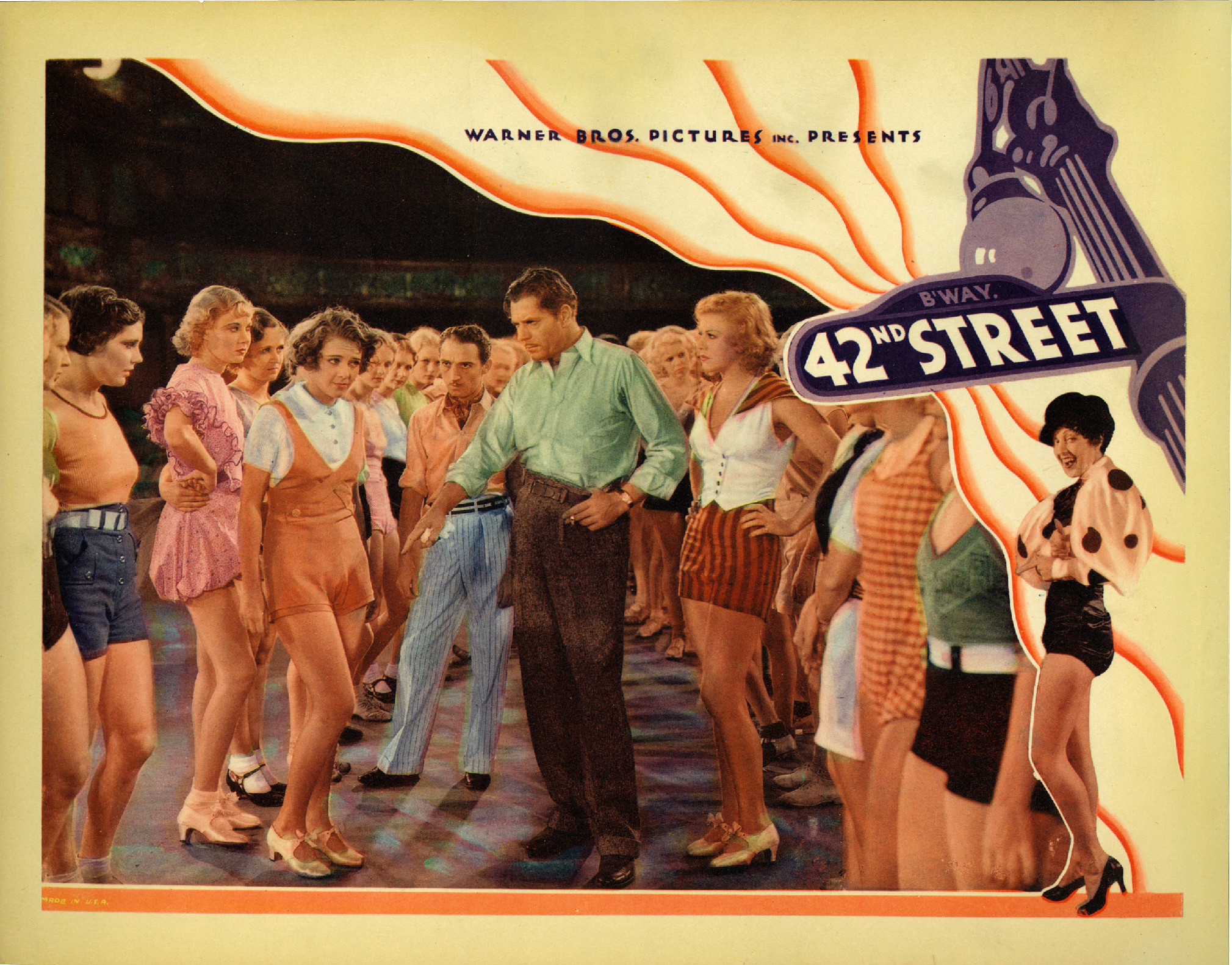
Ruby Keeler, George E. Stone, Warner Baxter, Ginger Rogers

A New York, negli anni Trenta (quelli della Grande Depressione), Julian Marsh, famoso regista, coglie al volo l'occasione di mettere in scena un nuovo musical quando il ricco Abner Dillon decide di finanziarne uno, che avrà come protagonista Dorothy Brock, stella di Broadway. Pur se innamorata di Pat Denning, suo vecchio partner dell'epoca del vaudeville, Dorothy, per far carriera, non si ritrae davanti alle avances di Dillon, che diventa il suo protettore e al quale lei nasconde la relazione che ancora la lega a Pat. Intanto, Julian lavora senza un attimo di tregua al suo nuovo spettacolo: fa innumerevoli audizioni per selezionare il cast, lavora ai numeri musicali, alle parti recitate, cantate e ballate, alle scene, ai costumi. Deve tenere buoni rapporti con i finanziatori, deve eliminare i problemi che nascono via via durante la produzione della rivista. Uno dei più grossi problemi si rivela proprio la relazione tra Pat e Dorothy che, se diventasse di dominio pubblico, potrebbe portare al ritiro di Dillon, lasciando senza fondi la rivista. Julian, che non si risparmia in quella che è l'ossessione della sua vita, ovvero la messa in scena di uno spettacolo, decide di ricorrere ad alcuni loschi figuri, ai quali chiede di mettere fuori gioco Pat. Questi, che già aveva dei dubbi se proseguire o meno la storia con Dorothy per non comprometterne la carriera, dopo essere stato minacciato lascia la città, accettando un ingaggio a Filadelfia.

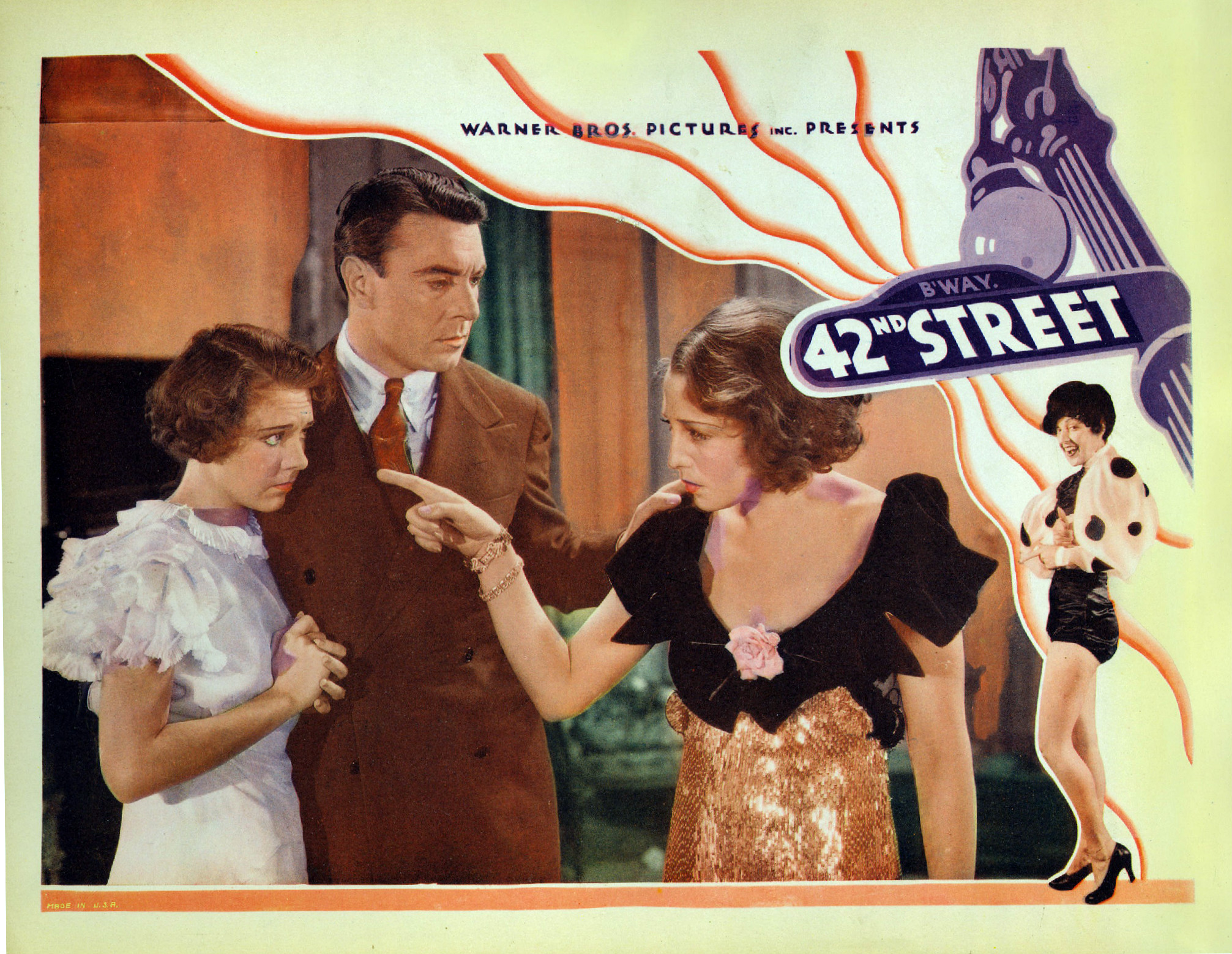
Ruby Keeler, George Brent, Bebe Daniels

Tra i componenti del cast, la giovane Peggy Sawyer, alla sua prima esperienza teatrale, trova affetto e protezione in Billy Lawler, l'attore giovane, e in Lorraine e Ann, due scafate chorus girl, che più di una volta la incoraggiano nei momenti difficili. Quando lo spettacolo è pronto al debutto, la piazza scelta per la prima è proprio Filadelfia. Dorothy, sapendo che Pat si trova in città, aspetta che lui si faccia vivo. Ma lui, che a New York aveva conosciuto per caso Peggy quando passava il tempo in attesa di Dorothy, accetta l'invito di Peggy a una festa data dai suoi compagni. Dorothy, gelosa, si ubriaca e, furiosa, scarica il ricco amante Dillon, a cui rivela di averlo sempre considerato un uomo disgustoso. Julian, disperato per essere sul punto di perdere la sua primadonna che, ovviamente, Dillon non vuole più nello spettacolo, cerca di ricomporre la storia tra i due. Ma finisce per assistere impotente a un'ennesima scenata di Dorothy che, convinta di essere stata tradita da Pat, cercando di aggredire Peggy cade a terra, fratturandosi una caviglia. Ora il suo rientro in scena è veramente impossibile.

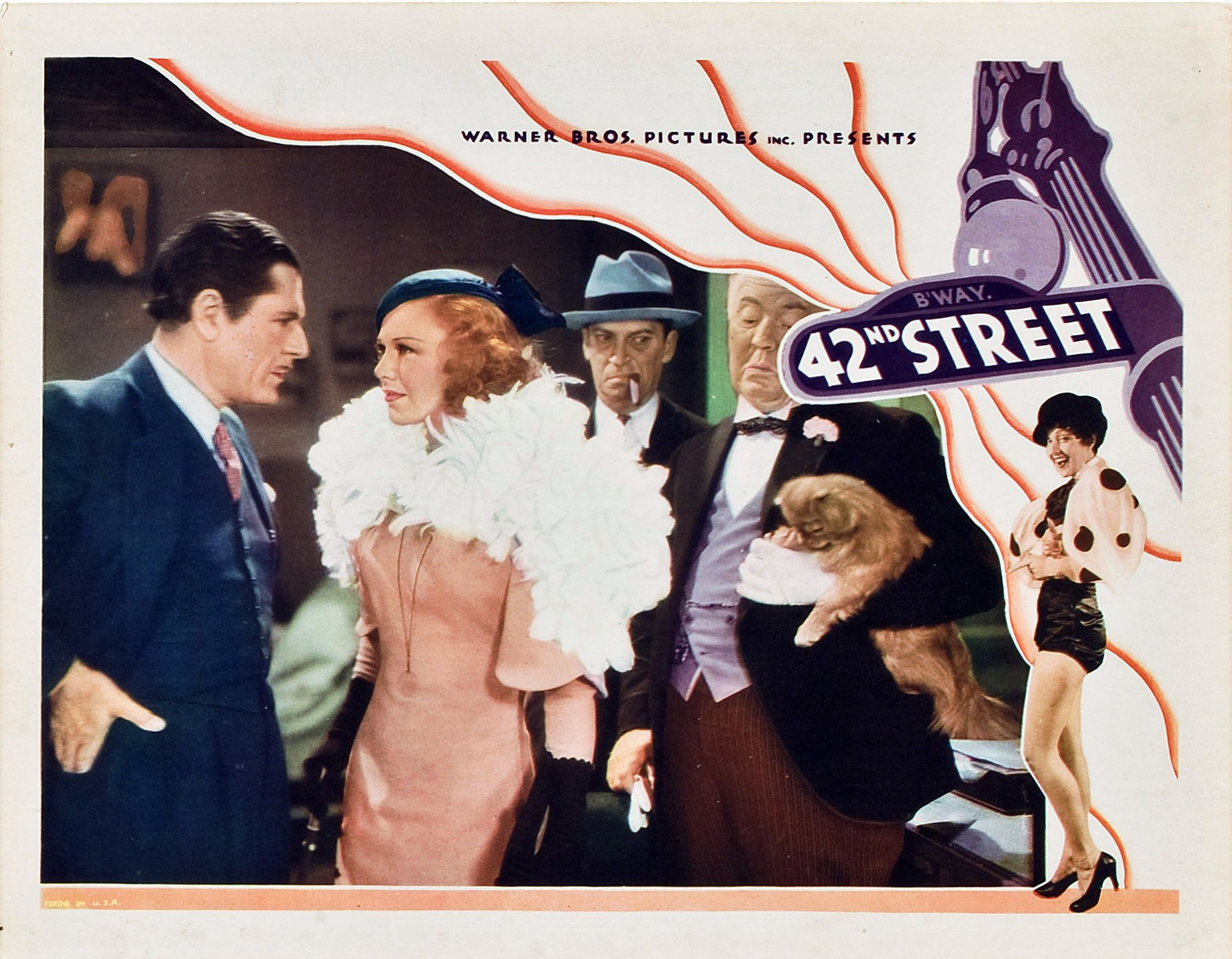
Warner Baxter, Ginger Rogers, Ned Sparks, Guy Kibbee

Dovendo trovare entro poche ore una nuova protagonista, Julian sta per affidare la parte principale ad Ann. Questa però, generosamente, gli consiglia di prendere Peggy, ottima ballerina, che però è giovane e inesperta: Julian, nel poco tempo prima che si alzi il sipario, cerca di ammorbidire lo stile ancora troppo legnoso di Peggy, giungendo a baciarla appassionatamente per risvegliare in lei le pulsioni che possa trasmettere nello spettacolo.
Dorothy, pentitasi del proprio comportamento, si riconcilia con Pat e, insieme a lui, decide di tornare al vaudeville. Prima però, aiutandosi con le grucce, va a trovare Peggy nel suo camerino, scusandosi con lei e facendole gli auguri.
In scena, tra numeri musicali di grande impatto e bravura del cast, scelto e istruito con pignoleria da Julian, Peggy si rivela un vero talento. Lo spettacolo incontra un grande successo: Julian, senza perdere l'eterna sigaretta tra le labbra, ascolta nascosto nel foyer i commenti degli spettatori, tutti positivi nei riguardi della nuova star, vera rivelazione della serata.

## Produzione
Il film, che fu prodotto dalla Warner Bros. Pictures, avrebbe dovuto essere diretto da Mervyn LeRoy, ma il regista, essendosi ammalato, venne sostituito da Lloyd Bacon. Darryl Zanuck affidò a Rian James e a James Seymour il compito di scrivere la sceneggiatura di un film che non fosse una semplice successione di numeri musicali, ma che avesse un filo narrativo di una certa consistenza. Zanuck, che era ben conscio del talento di Busby Berkeley, lo volle come coreografo: il risultato fu la realizzazione di quello che è considerato l'ultimo musical del genere backstage.
Il film fu girato in California negli studi Warner a Burbank, con un budget di 439.000 dollari. Le riprese durarono dal 28 settembre al 16 novembre 1932.

### Musica
I numeri musicali furono creati da Busby Berkeley. 

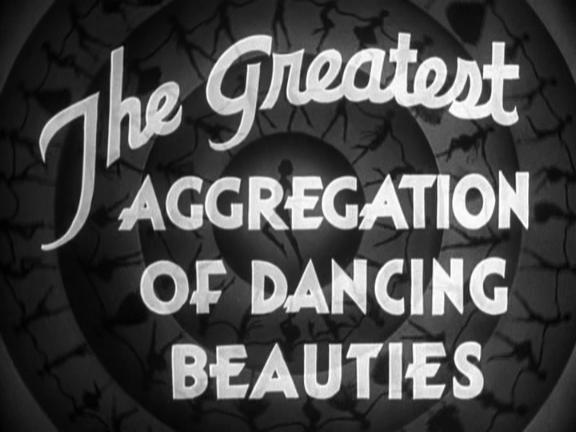
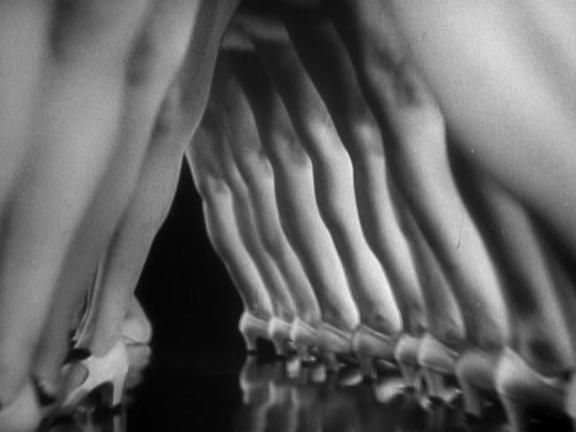
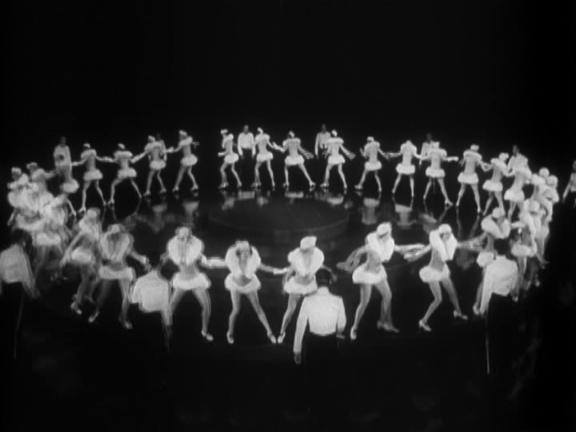

#### Colonna sonora
Tutte le canzoni hanno musica di Harry Warren e parole di Al Dubin; la Vitaphone Orchestra fu condotta da Leo F. Forbstein:
- "You're Getting To Be A Habit With Me", cantata da Bebe Daniels (video clip);
- "It Must Be June", cantata da Bebe Daniels, Dick Powell e coro;
- "Shuffle Off to Buffalo" Song Clip, cantata e ballata da Ruby Keeler e Clarence Nordstrom, con Ginger Rogers, Una Merkel e corpo di ballo;
- "Young and Healthy", cantata da Dick Powell e corpo di ballo;
- "Forty-Second Street", cantata e ballata da Ruby Keeler in un frammento registrato nel 1932 (video clip).

## Distribuzione
Distribuito dalla Warner Bros. Pictures e dalla Vitaphone Corporation (con il nome The Vitaphone Corp.), il film fu presentato in prima a New York l'8 marzo 1933; uscì, poi, nelle sale l'11 marzo, incassando, negli USA, 2.300.000 dollari. In Italia, il film fu distribuito il 10 giugno 1933.

### Date di uscita
- USA	8 marzo 1933	 (New York City, New York) (première)
- USA	11 marzo 1933
- Francia	3 maggio 1933
- Italia	10 giugno 1933
- Giappone	22 giugno 1933
- Svezia	31 luglio 1933
- Danimarca	21 agosto 1933
- UK	9 settembre 1933
- Finlandia	10 settembre 1933
- Turchia	1934
- Portogallo	14 marzo 1934
- Austria	27 maggio 1934
- Germania Ovest	1º febbraio 1970	 (prima TV)
- Portogallo	20 settembre 2010	 (Cinemateca Portuguesa)

## Riconoscimenti
- 1934 - Premio Oscar
  - Candidatura Miglior film alla Warner Bros.
  - Candidatura Miglior sonoro a Nathan Levinson

Nel 1998 è stato scelto per essere conservato nel National Film Registry della Biblioteca del Congresso degli Stati Uniti.
Una battuta del film ("Sawyer, tu esci di qui come una ragazzina, ma devi tornare come una star!", "Sawyer, you're going out a youngster, but you've got to come back a star!" in lingua originale) è stata inserita nel 2005 nella lista delle cento migliori citazioni cinematografiche di tutti i tempi stilata dall'American Film Institute, nella quale figura all'87º posto.